# Monte di Pietà
Monte di Pietà (italienisch für „Berg der Barmherzigkeit“) waren im späten Mittelalter und der Frühen Neuzeit Pfandleihgeschäfte, die Armen Kleinkredite gegen Pfand und geringe Zinsen gewährten.

## Vorläufer
Als Mons (lateinisch Berg, Plural montes, von den „zusammengehäuften“ Einlagen) wurden in den italienischen Städten Banken bezeichnet, die gegen eine Geldeinlage Zinsen ausschütteten. Sie dienten einerseits der Finanzierung der Gemeinde, andererseits ermöglichten sie Personen mit kleinem Vermögen regelmäßige Einkünfte. Die erste Einrichtung entstand um 1300 in Florenz, dann auch in anderen italienischen Städten.
In England gründete der Bischof von London, Michael Northburgh, 1361 eine Bank, die ohne Zinsen Geld gegen Pfand verlieh. Dieses Modell hatte jedoch keinen Erfolg, das Kapital war rasch aufgebraucht.

## Arbeitsweise

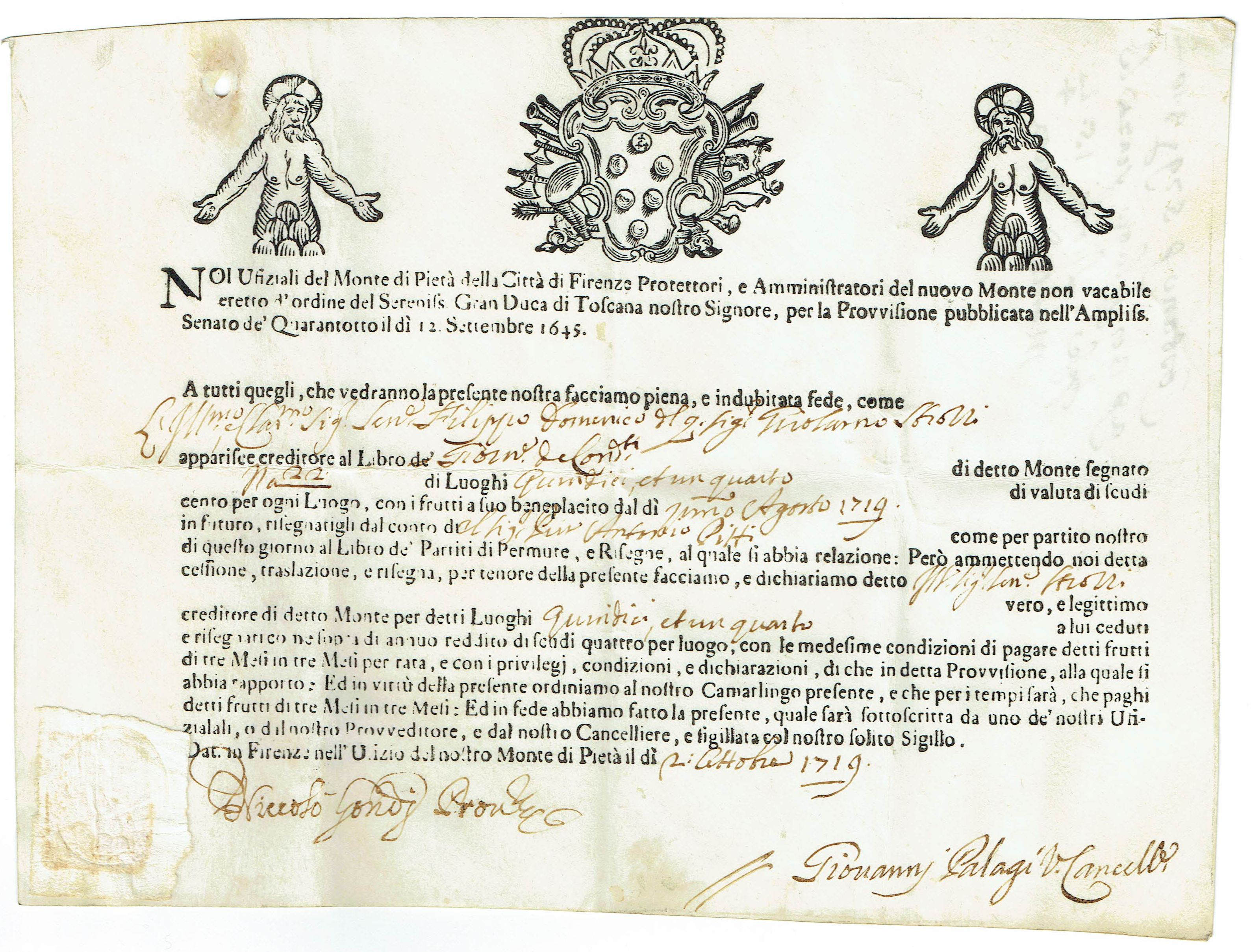
Obligation der Monte di Pietà della Citta di Firenze vom 21. Oktober 1719

Im Gegensatz zu den Montes waren die Monti di Pietà nicht gewinnorientiert, sondern arbeiteten mildtätig. Sie sollten Armen in finanziellen Notsituationen Hilfe gewähren. Das Kapital der Monti di Pietà wurde durch Stiftungen und Sammlungen aufgebracht. Der Kredit wurde gegen Pfänder wie Schmuck, Kleidung oder Geräte gewährt und war mit Zinsen belastet. Diese Zinsen waren zwar gering, waren aber unter Theologen nicht unumstritten (siehe Zinsverbot). Durch den großen Kostenaufwand arbeiteten nicht alle Anstalten erfolgreich.
Ihre Einrichtung geht auf die Franziskaner zurück und wandte sich gegen „Wucherer“, speziell gegen Juden und Lombarden. Marco di Matteo Strozzi, ein Franziskaner, befürwortete in seinen Predigten die Monti di Pietà als Mittel, um jüdische Geldverleiher aus den Städten zu verdrängen. Dieses Ziel wurde jedoch nicht erreicht, weil die beiden Systeme unterschiedliche Kundschaft hatten. Aus Scham mieden manche Kunden die Monti di Pietà, deren Kreditvergabe ihnen nicht diskret genug geschah.

## Geschichte

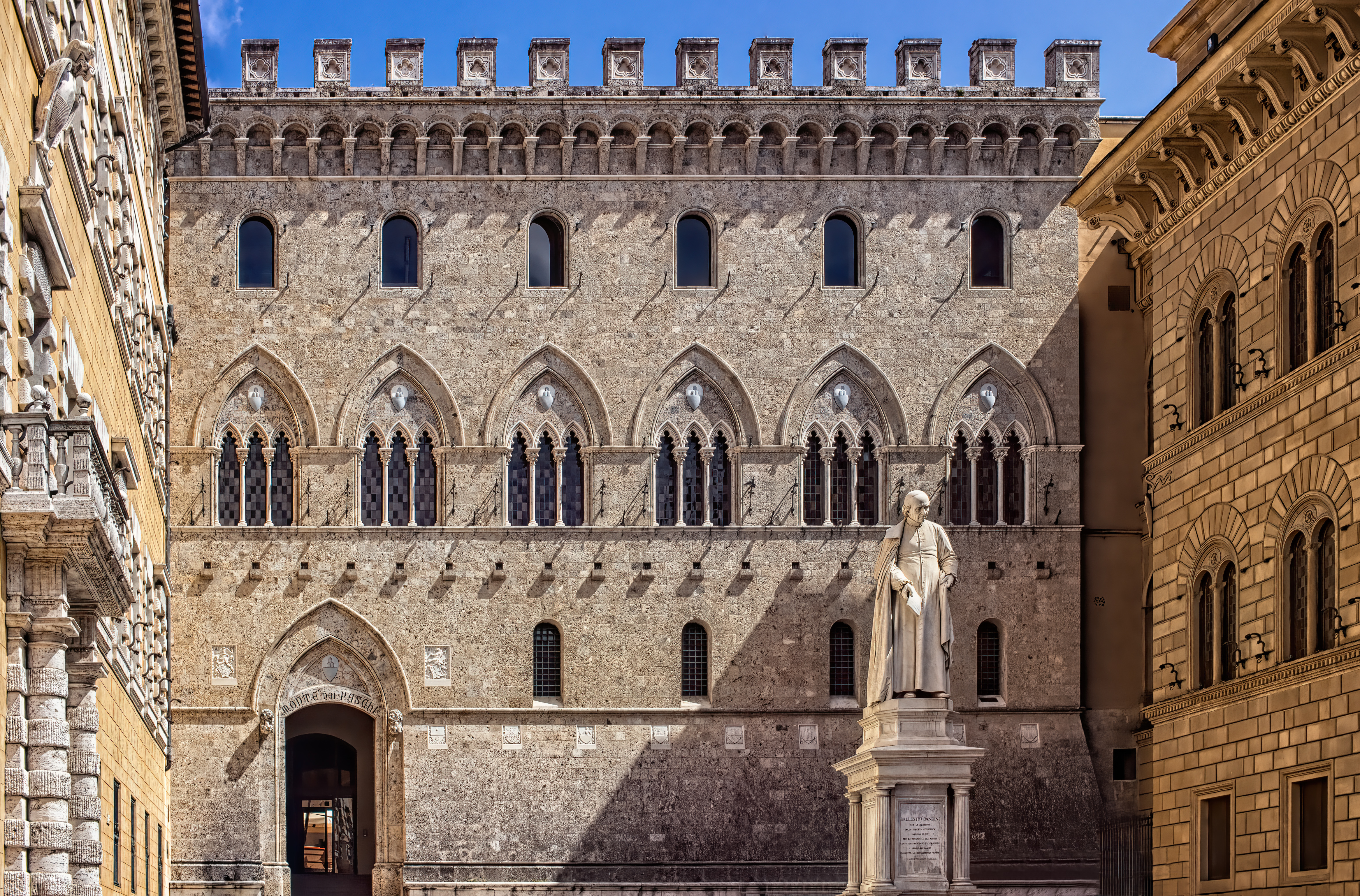
Sitz der Banca Monte dei Paschi di Siena im Palazzo Salimbeni

Der erste Monte di Pietà wurde 1462 in Perugia gegründet, etliche weitere folgten in verschiedenen italienischen Städten. Diese waren voneinander unabhängig. Die Monti di Pietà waren dazumal von Franziskanern als Leihhäuser gegründet worden, um so arme und bedürftige Personen finanziell zu unterstützen, während sich die damaligen Bankiersfamilien wie die Medici oder die Strozzi vor allem dem mit dem Warengeschäft zusammenhängende Kredit- und Wechselgeschäft widmeten. Die 1472 als Monte di Pietà in Siena gegründete Banca Monte dei Paschi di Siena ist die älteste noch existierende Bank der Welt.
Weitere Gründungen waren 1463 in Orvieto, 1471 in Viterbo, 1473 in Bologna, 1479 in Savona, 1483 in Mailand, 1484 in Mantova, Assisi, Brescia und Ferrara, 1486 in Vicenza, 1510 in Forlì, 1539 in Neapel.
In Frankreich wurde 1610 in Avignon eine Monte di Pietà von der Kongregation de Notre-Dame de Lorette gegründet. Diese blieb bis 1791 bestehen. In Paris öffnete 1637 eine Monte de Pietà, die vom Gründer der Gazette de France, Théophraste Renaudot, aufgebaut wurde.

## Beispiele für Monti di Pietà
- Monte di Pietà (Brescia, alt)
- Monte di Pietà (Brescia, neu)
- Monte di Pietà (Castel Goffredo)
- Monte di Pietà (Cerreto Sannita)
- Monte di Pietà (Florenz)
- Monte di Pietà (Forlì)
- Monte di Pietà (Neapel)
- Monte di Pietà (Rivarolo Montovano)
- Monte di Pietà (Rom)
- Monte di Pietà (Sant’Agnello)
- Monte di Pietà (Schio)
- Monte di Pietà (Vicenza)